# Corrente di probabilità
In meccanica quantistica, la densità di corrente di probabilità, o semplicemente corrente di probabilità (a volte chiamata flusso di probabilità), è una quantità matematica che descrive il flusso di probabilità in termini della probabilità per unità di area e unità di tempo. Nello specifico, se si descrive la densità di probabilità come un fluido eterogeneo, allora la corrente di probabilità è il tasso di flusso di questo fluido. Questo è analogo alle correnti di massa in fluidodinamica e alle correnti elettriche in elettromagnetismo. È un vettore reale, come la densità di corrente elettrica. Il concetto di corrente di probabilità è un formalismo utile in meccanica quantistica.

## Definizione (3-corrente non-relativistica)

### Particella libera a spin 0
Nella meccanica quantistica non relativistica, la corrente di probabilità j della funzione d'onda {\displaystyle \Psi } in una dimensione è definita come
{\displaystyle j={\frac {\hbar }{2mi}}\left(\Psi ^{*}{\frac {\partial \Psi }{\partial x}}-\Psi {\frac {\partial \Psi ^{*}}{\partial x}}\right),}
dove  {\displaystyle \Psi ^{*}} indica il complesso coniugato della funzione d'onda, proporzionale a un wronskiano {\displaystyle W(\Psi ,\Psi ^{*})}.
In tre dimensioni, si generalizza a
{\displaystyle \mathbf {j} ={\frac {\hbar }{2mi}}\left(\Psi ^{*}\mathbf {\nabla } \Psi -\Psi \mathbf {\nabla } \Psi ^{*}\right)\,,}
dove ħ è la costante di Planck ridotta, m è la massa della particella, Ψ è la funzione d'onda, e ∇ denota l'operatore gradiente.
Questo può essere semplificato con l'operatore impulso,
{\displaystyle \mathbf {\hat {p}} =-i\hbar \nabla }
per ottenere
{\displaystyle \mathbf {j} ={\frac {1}{2m}}\left(\Psi ^{*}\mathbf {\hat {p}} \Psi -\Psi \mathbf {\hat {p}} \Psi ^{*}\right)\,.}
Queste definizioni sono nella base della posizione (cioè per una funzione d'onda nello spazio delle posizioni), ma è possibile anche la definizione nello spazio degli impulsi.

### Particella a spin 0 in un campo elettromagnetico
La definizione di cui sopra dovrebbe essere modificata per un sistema in un campo elettromagnetico esterno. In unità del SI, una particella carica di massa m e carica elettrica q comprende un termine dovuto all'interazione con il campo elettromagnetico;
{\displaystyle \mathbf {j} ={\frac {1}{2m}}\left[\left(\Psi ^{*}\mathbf {\hat {p}} \Psi -\Psi \mathbf {\hat {p}} \Psi ^{*}\right)-2q\mathbf {A} |\Psi |^{2}\right]\,\!}
dove A = A(r, t) è il potenziale magnetico (o "campo A"). Il termine qA ha le dimensioni di una quantità di moto.
In unità gaussiane:
{\displaystyle \mathbf {j} ={\frac {1}{2m}}\left[\left(\Psi ^{*}\mathbf {\hat {p}} \Psi -\Psi \mathbf {\hat {p}} \Psi ^{*}\right)-2{\frac {q}{c}}\mathbf {A} |\Psi |^{2}\right]\,\!}
dove c è la velocità della luce.

### Particella a spinsin un campo elettromagnetico
Se la particella ha spin, ha un momento magnetico corrispondente, quindi va aggiunto un termine ulteriore che incorpora l'interazione dello spin con il campo elettromagnetico. In unità SI:
{\displaystyle \mathbf {j} ={\frac {1}{2m}}\left[\left(\Psi ^{*}\mathbf {\hat {p}} \Psi -\Psi \mathbf {\hat {p}} \Psi ^{*}\right)-2q\mathbf {A} |\Psi |^{2}\right]+{\frac {\mu _{S}}{s}}\nabla \times (\Psi ^{*}\mathbf {S} \Psi )\,\!}
dove S è il vettore di spin della particella con il corrispondente momento magnetico di spin μS e numero quantico di spin s.  In unità gaussiane:
{\displaystyle \mathbf {j} ={\frac {1}{2m}}\left[\left(\Psi ^{*}\mathbf {\hat {p}} \Psi -\Psi \mathbf {\hat {p}} \Psi ^{*}\right)-2{\frac {q}{c}}\mathbf {A} |\Psi |^{2}\right]+{\frac {\mu _{S}c}{s}}\nabla \times (\Psi ^{*}\mathbf {S} \Psi )\,\!}

## Legame con la meccanica classica
La funzione d'onda può anche essere scritta nella forma con l'esponenziale complesso:
{\displaystyle \Psi =Re^{iS/\hbar }}
dove R e S sono funzioni reali di r e t.
Scritta in questo modo, la densità di probabilità è
{\displaystyle \rho =\Psi ^{*}\Psi =R^{2}}
e la corrente di probabilità:
{\displaystyle {\begin{aligned}\mathbf {j} &={\frac {\hbar }{2mi}}\left(\Psi ^{*}\mathbf {\nabla } \Psi -\Psi \mathbf {\nabla } \Psi ^{*}\right)\\[5pt]&={\frac {\hbar }{2mi}}\left(Re^{-iS/\hbar }\mathbf {\nabla } Re^{iS/\hbar }-Re^{iS/\hbar }\mathbf {\nabla } Re^{-iS/\hbar }\right)\\[5pt]&={\frac {\hbar }{2mi}}\left[Re^{-iS/\hbar }(e^{iS/\hbar }\mathbf {\nabla } R+{\frac {i}{\hbar }}Re^{iS/\hbar }\mathbf {\nabla } S)-Re^{iS/\hbar }(e^{-iS/\hbar }\mathbf {\nabla } R-{\frac {i}{\hbar }}Re^{-iS/\hbar }\mathbf {\nabla } S)\right]\end{aligned}}}
Gli esponenziali e i termini con R∇R si cancellano:
{\displaystyle ={\frac {\hbar }{2mi}}\left[{\frac {i}{\hbar }}R^{2}\mathbf {\nabla } S+{\frac {i}{\hbar }}R^{2}\mathbf {\nabla } S\right]}
Infine, combinando e cancellando le costanti, e sostituendo R2 con ρ,
{\displaystyle \mathbf {j} =\rho {\frac {\mathbf {\nabla } S}{m}}}
Se prendiamo la formula consueta per la corrente:
{\displaystyle \mathbf {j} =\rho \mathbf {v} ,}
dove v è la velocità della particella (anche la velocità di gruppo dell'onda), possiamo associare la velocità a ∇S/m, che equivale a uguagliare ∇S con la quantità di moto classica p = mv. Questa interpretazione è d'accordo con la teoria di Hamilton-Jacobi, nella quale
{\displaystyle \mathbf {p} =\nabla S}
dove S è la funzione principale di Hamilton.

## Motivazione

### Equazione di continuità in meccanica quantistica
La definizione di corrente di probabilità e l'equazione di Schrödinger può essere usata per ricavare l'equazione di continuità, che ha esattamente la stessa forma di quelle per la fluidodinamica e per l'elettromagnetismo:
{\displaystyle {\frac {\partial \rho }{\partial t}}+\mathbf {\nabla } \cdot \mathbf {j} =0}
dove la densità di probabilità {\displaystyle \rho \,} è definita come
{\displaystyle \rho (\mathbf {r} ,t)=|\Psi |^{2}=\Psi ^{*}(\mathbf {r} ,t)\Psi (\mathbf {r} ,t)\,}.
Se si integrasse rispetto al volume entrambi i membri dell'equazione di continuità, cosicché
{\displaystyle \int _{V}\left({\frac {\partial |\Psi |^{2}}{\partial t}}\right)\mathrm {d} V+\int _{V}\left(\mathbf {\nabla } \cdot \mathbf {j} \right)\mathrm {d} V=0}
allora il teorema della divergenza implica che l'equazione di continuità è equivalente all'equazione integrale
{\displaystyle {\frac {\partial }{\partial t}}\int _{V}|\Psi |^{2}\mathrm {d} V+\iint _{\scriptstyle S}\mathbf {j} \cdot \mathrm {d} \mathbf {S} =0}
dove V è un qualsiasi volume e S è il bordo di V. Questa è la legge di conservazione per la probabilità in meccanica quantistica.
In particolare, se Ψ è una funzione d'onda che descrive una singola particella, l'integrale nel primo termine dell'equazione precedente, senza derivata temporale, è la probabilità di ottenere un valore entro V quando viene misurata la posizione della particella. Il secondo termine è quindi il tasso al quale la probabilità fluisce al volume V. Nel suo insieme l'equazione afferma che la derivata temporale della probabilità della particella misurata in V è uguale al tasso al quale la probabilità fluisce in V.

### Trasmissione e riflessione attraverso potenziali
In regioni dove è presente un gradino di potenziale o una barriera, la corrente di probabilità è correlata ai coefficienti di trasmissione e riflessione, rispettivamente T e R; essi misurano la misura in cui le particelle riflettono la barriera o vengono trasmessi attraverso. Entrambi soddisfano:
{\displaystyle T+R=1\,,}
dove T e R possono essere definite da:
{\displaystyle T={\frac {|\mathbf {j} _{\mathrm {trasm} }|}{|\mathbf {j} _{\mathrm {inc} }|}}\,,\quad R={\frac {|\mathbf {j} _{\mathrm {rif} }|}{|\mathbf {j} _{\mathrm {inc} }|}}\,,}
dove jinc, jrif e jtrasm sono rispettivamente le correnti di probabilità incidente, riflessa e trasmessa, e le barre verticali indicano il modulo dei vettori. La relazione tra T e R può essere ottenuta dalla conservazione della probabilità:
{\displaystyle \mathbf {j} _{\mathrm {trasm} }+\mathbf {j} _{\mathrm {rif} }=\mathbf {j} _{\mathrm {inc} }\,.}
In termini di un versore n normale alla barriera, queste sono equivalentemente:
{\displaystyle T=\left|{\frac {\mathbf {j} _{\mathrm {trasm} }\cdot \mathbf {n} }{\mathbf {j} _{\mathrm {inc} }\cdot \mathbf {n} }}\right|\,,\qquad R=\left|{\frac {\mathbf {j} _{\mathrm {rif} }\cdot \mathbf {n} }{\mathbf {j} _{\mathrm {inc} }\cdot \mathbf {n} }}\right|\,,}
dove i valori assoluti sono necessari per impedire a T e R di essere negativi.

## Esempi

### Onda piana
Per un'onda piana che si propaga nello spazio:
{\displaystyle \Psi (\mathbf {r} ,t)=\,Ae^{i(\mathbf {k} \cdot {\mathbf {r} }-\omega t)}}
la densità di probabilità è costante dappertutto:
{\displaystyle \rho (\mathbf {r} ,t)=|A|^{2}\rightarrow {\frac {\partial |\Psi |^{2}}{\partial t}}=0}
(cioè, le onde piane sono stati stazionari) ma la corrente di probabilità è non nulla – il quadrato dell'ampiezza assoluta dell'onda per la velocità della particella;
{\displaystyle \mathbf {j} \left(\mathbf {r} ,t\right)=\left|A\right|^{2}{\hbar \mathbf {k}  \over m}=\rho {\frac {\mathbf {p} }{m}}=\rho \mathbf {v} }
il che fa vedere che la particella può essere in movimento anche se la densità di probabilità spaziale non ha una dipendenza esplicita dal tempo.

### Particella in una scatola
Per una particella in una scatola, in una dimensione spaziale e di lunghezza L, confinata nella regione
{\displaystyle 0<x<L\,\!}
Gli autostati dell'energia sono
{\displaystyle \Psi _{n}={\sqrt {\frac {2}{L}}}\sin \left({\frac {n\pi }{L}}x\right)}
e nulli altrove. Le correnti di probabilità associate sono
{\displaystyle j_{n}={\frac {i\hbar }{2m}}\left(\Psi _{n}^{*}{\frac {\partial \Psi _{n}}{\partial x}}-\Psi _{n}{\frac {\partial \Psi _{n}^{*}}{\partial x}}\right)=0}
siccome
{\displaystyle \Psi _{n}=\Psi _{n}^{*}}